# Chi Chi LaRue
Pour les articles homonymes, voir LaRue.
 (mai 2025).
Si vous disposez d'ouvrages ou d'articles de référence ou si vous connaissez des sites web de qualité traitant du thème abordé ici, merci de compléter l'article en donnant les références utiles à sa vérifiabilité et en les liant à la section « Notes et références ».
Chi Chi LaRue, né Larry Paciotti le 8 novembre 1959 à Hibbing (Minnesota, États-Unis) est un réalisateur  de films pornographiques gay et bisexuels. Il a également dirigé sous les noms « David Lawrence » et « Taylor Hudson ».

## Biographie
Chi Chi LaRue est le plus connu, et peut-être le plus prolifique, des réalisateurs de films pornographiques gay notamment pour les studios Vivid. Seule une petite poignée de réalisateurs de film pornographique gay ont leur nom au-dessus du titre, et LaRue est l'un d'entre eux.
En dépit d'une crise cardiaque en mars 2004, Chi Chi LaRue maintient un emploi du temps chargé en assistant à des cérémonies de récompense et en faisant des apparitions aux États-Unis et en Europe. LaRue est un véritable mythe et apparaît lors de grands événements tels que Folsom Street Fair à San Francisco
Elle est également membre de la Free Speech Coalition.
En 2012, il prête sa voix à C3PO dans la version X du film Star Wars, épisode IV aux côtés de Tom Byron (Ben Kenobi).

## Récompenses
- 1991 : AVN Award « Best Director (Gay Video) » - The Rise (as Taylor Hudson), Catalina Video
- 1991 : AVN Award « Best Non-Sexual Performance–Bi, Gay, or Trans Video » - More of a Man, All Worlds Video
- 1992 : Gay Erotic Video Award « Best Director » - Songs in the Key of Sex, HIS Video (tied with Jerry Douglas, Kiss-Off, All Worlds Video)
- 1993 : AVN Award « Best Director (Gay Video) » - Songs in the Key of Sex, HIS Video
- 1993 : Gay Erotic Video Award « Best Special Interest Video » - Chi Chi LaRue's Hardbody Video Magazine, Odyssey Men
- 1993 : Gay Erotic Video Award « Best Gender Bender » - Valley of the Bi Dolls, Catalina Video
- 1994 : Gay Erotic Video Award « Best Non-Sexual Role » - Revenge of the Bi-Dolls, Catalina Video
- 1995 : Gay Erotic Video Award « Best Director » - Idol Country, HIS Video
- 2001 : GayVN Award « Best Director » - Echoes, Men of Odyssey
- 2002 : GayVN Award « Best Director (Bisexual Video) » - Mile Bi Club, All Worlds Video
- 2003 : GayVN Award « Best Director » (with John Rutherford) - Deep South: The Big and the Easy Part 1 and 
 Part 2, Falcon Studios
- 2006 : GayVN Award « Best Director » - Wrong Side of the Tracks Part One and Part Two, Rascal Video
- 2006 : « Grabby » Award « Best Director » - Wrong Side of the Tracks Part One and Part Two, Rascal Video
- AVN Hall of Fame